# Food court

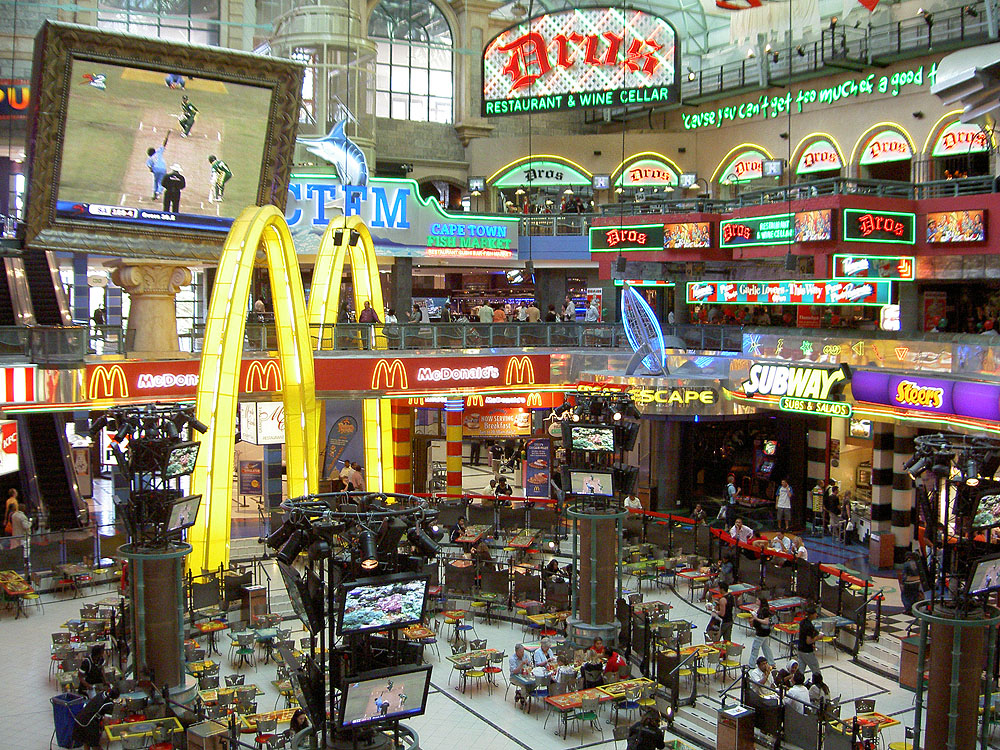
Typowy food court w centrum handlowym (Kapsztad)

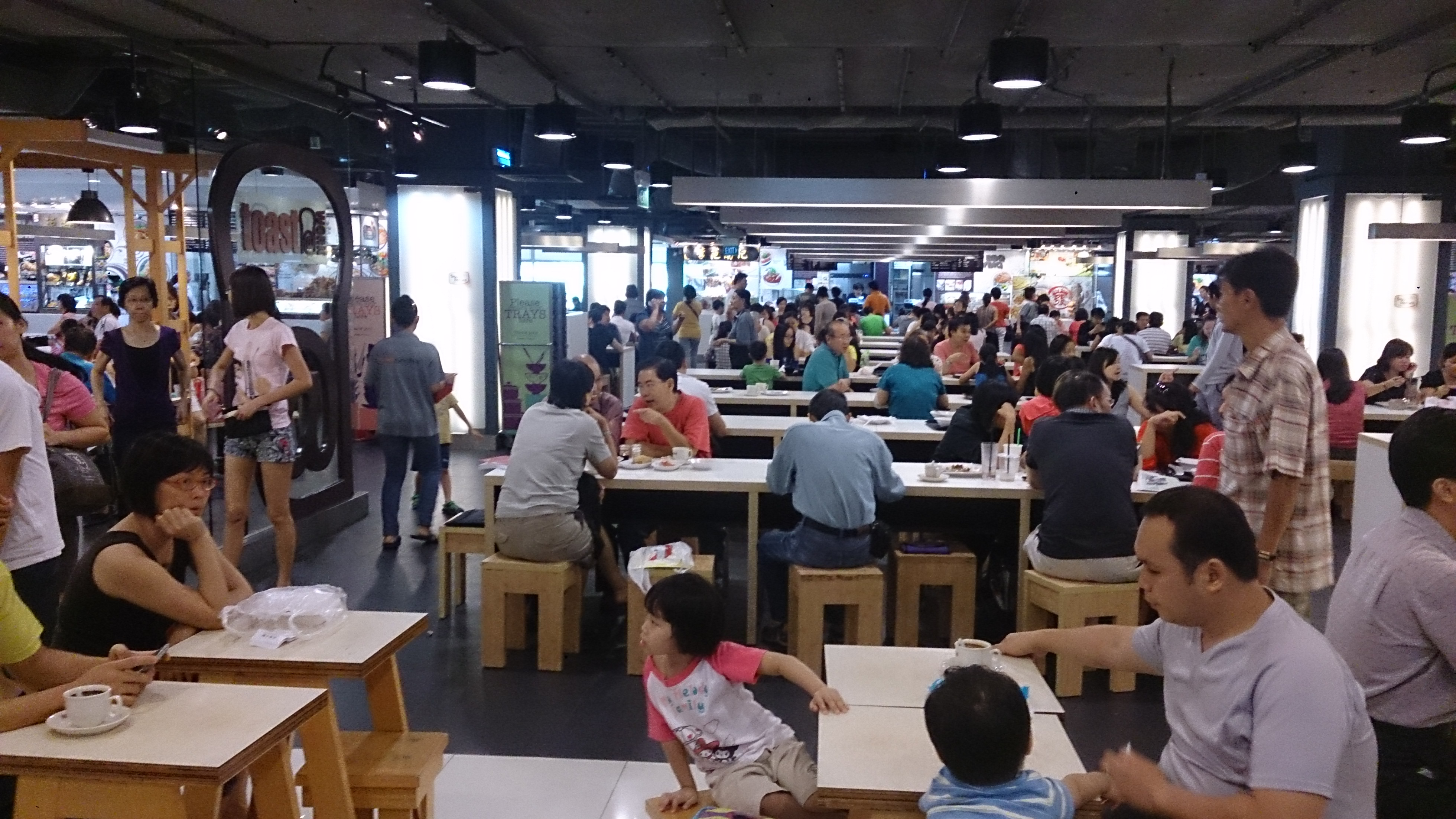
Food court w Singapurze

Food court — wewnętrzny plac lub obszar wspólny w obiekcie (np. centrum handlowym), który przylega do lad wielu sprzedawców gotowych posiłków i zapewnia wspólną przestrzeń konsumpcyjną, najczęściej samoobsługową; w strefie znajdują się punkty sprzedaży różnych niezależnych restauracji i barów, ale strefa konsumpcji jest wspólna. Food courty spotyka się najczęściej w: centrach handlowych,lotniskach, obiektach edukacyjnych (szkołach i uniwersytetach), biurowcach. W Polsce nazywane są też strefą gastronomiczną.
W zależności od kraju, pojęcie to stosowane jest również do określenia publicznej przestrzeni konsumpcyjnej przed kawiarnią lub innym punktem gastronomicznym. Autonomiczna przestrzeń tego typu określana jest częściej jako food hall; natomiast w Azji często spotykane jest pojęcie hawker centre gromadzące wiele powierzchni tego typu w bliskim sąsiedztwie.

## Historia
Pierwszy uruchomiony z powodzeniem food court w Stanach Zjednoczonych otwarto w marcu 1974 roku w centrum handlowym Paramus Park w Paramus, New Jersey. Trzy lata wcześniej, w 1971 roku, powstał podobny projekt w Sherway Gardens w Kanadzie w Toronto, jednak projekt zakończył się niepowodzeniem ze względu na zbyt małą powierzchnię i niewielką różnorodność oferowanych posiłków.

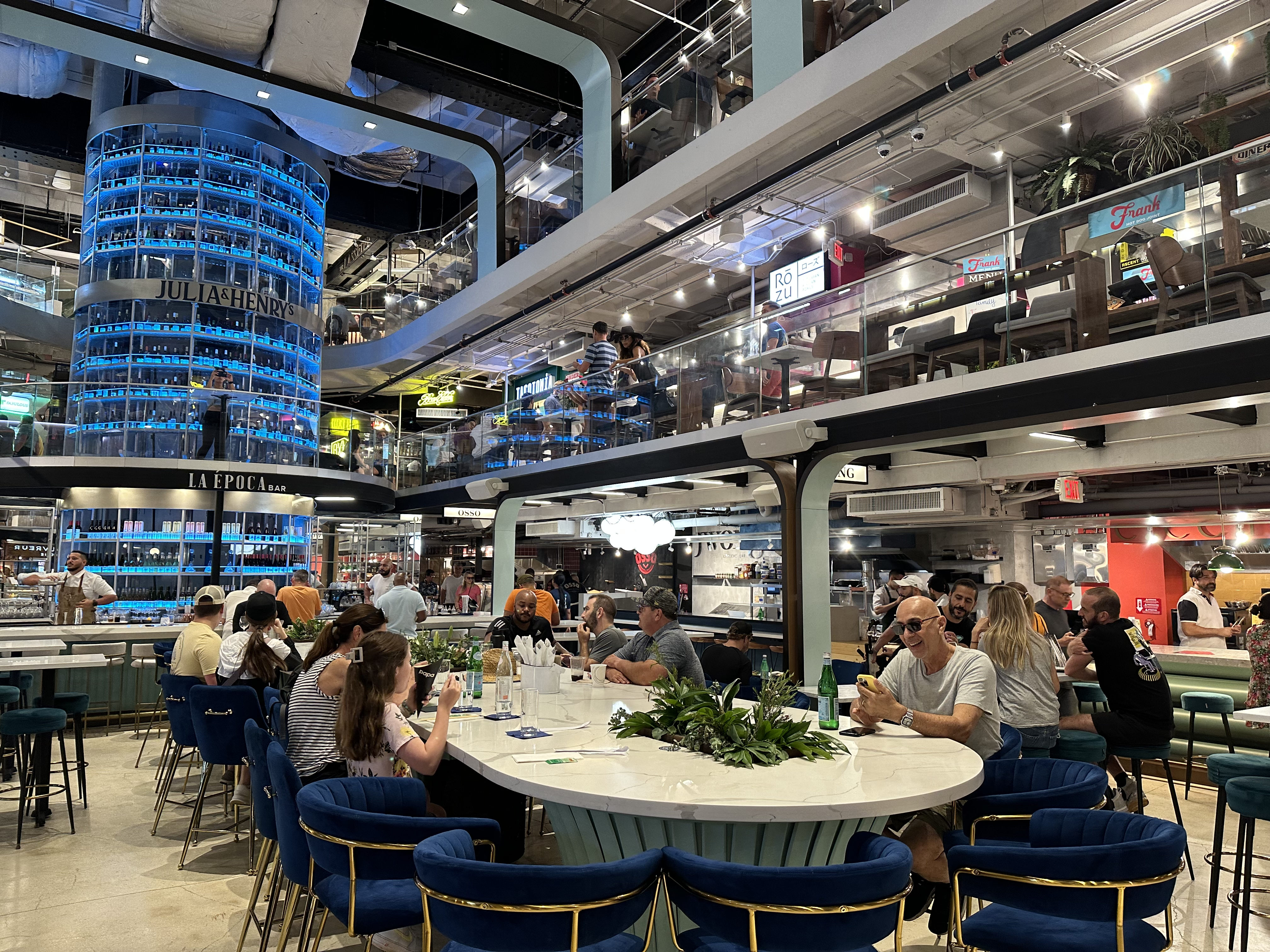
Julia & Henry’s Food Hall Downtown Miami

W Stanach Zjednoczonych stały się szczególnie popularne od 1980 roku jako część przestrzeni centrów handlowych i lotnisk. W latach 90. XX w. uczelnie zaczęły wprowadzać rozwiązania przypominające food court w swoich stołówkach, często nawiązując współpracę z markami takimi jak KFC, Taco Bell czy Subway. Podobnie lotniska i biurowce zaczęły włączać koncepcję food courtów, zapewniając większy wybór dla konsumentów i zwiększając dochody najemców. 
Koncept food courtów ewoluował w USA w kierunku samodzielnych powierzchni gastronomicznych nazywanych food hall, które oferują bardziej zróżnicowane i ekskluzywne opcje gastronomiczne. W 2010 roku średni Amerykanin wydawał 47% swojego budżetu na żywność poza domem, co pokazuje rosnące znaczenie food courtów i podobnych obiektów w codziennym życiu. W europejskich centrach handlowych na przełomie lat 2009–2019 powierzchnia stref food court wzrosła trzykrotnie – z zajmowanych 5% nawet do 15%.